# (1345) Potomac
(1345) Potomac es un asteroide que forma parte del cinturón exterior de asteroides y fue descubierto por Joel Hastings Metcalf el 4 de febrero de 1908 desde el observatorio de Taunton, Estados Unidos.

## Designación y nombre
Potomac se designó inicialmente como 1908 CG.
Más adelante, fue nombrado por el Potomac, río estadounidense que pasa por Washington.

## Características orbitales
Potomac orbita a una distancia media del Sol de 3,989 ua, pudiendo acercarse hasta 3,259 ua. Tiene una inclinación orbital de 11,4° y una excentricidad de 0,1831. Emplea 2910 días en completar una órbita alrededor del Sol. Pertenece al grupo asteroidal de Hilda.